# Simulium jilinense
Simulium jilinense es una especie de insecto del género Simulium, familia Simuliidae, orden Diptera.
Fue descrita científicamente por Chen & Cao, 1983.